# Brianne Bethel
Brianne Bethel (* 5. Juli 1998 in Freeport) ist eine bahamaische Leichtathletin, die sich auf den Sprint spezialisiert hat.

## Sportliche Laufbahn
Erste internationale Erfahrungen sammelte Brianne Bethel bei den CARIFTA-Games 2013 im heimischen Nassau, bei denen sie mit 12,33 s in der ersten Runde im 100-Meter-Lauf in der U17-Altersklasse ausschied und mit der bahamaischen 4-mal-100-Meter-Staffel in 46,58 s die Bronzemedaille gewann. Im Jahr darauf belegte sie bei den CARIFTA-Games in Fort-de-France in 11,90 s den sechsten Platz über 100 m in der U18-Altersklasse und gewann in 45,91 s die Silbermedaille in der 4-mal-100-Meter-Staffel und sicherte sich auch mit der 4-mal-400-Meter-Staffel in 3:39,65 min die Silbermedaille. Anschließend siegte sie in 24,10 s im 200-Meter-Lauf bei den U18-CAC-Meisterschaften in Morelia und klassierte sich mit 11,68 s auf dem vierten Platz über 100 m. Zudem gewann sie in beiden Staffelbewerben die Silbermedaille. Kurz darauf schied sie bei den Juniorenweltmeisterschaften in Eugene mit 11,88 s in der ersten Runde über 100 m aus und wurde mit der 4-mal-100-Meter-Staffel im Finale disqualifiziert. 2015 gewann sie bei den CARIFTA-Games in Basseterre in 11,63 s die Bronzemedaille über 100 m und sicherte sich in 23,47 s die Silbermedaille im 200-Meter-Lauf. Mit der 4-mal-100-Meter-Staffel wurde sie disqualifiziert und mit der 4-mal-400-Meter-Staffel gewann sie in 3:40,58 min die Silbermedaille. Anschließend wurde sie bei den World Relays in Nassau in 44,14 s Zweite im B-Finale der 4-mal-100-Meter-Staffel und wurde mit der 4-mal-200-Meter-Staffel disqualifiziert. Mitte Juli schied sie bei den Jugendweltmeisterschaften in Cali mit 11,92 s im Halbfinale aus und ging im Semifinale über 200 m nicht mehr an den Start. Im Jahr darauf gewann sie bei den CARIFTA-Games in St. George’s in 11,75 s die Bronzemedaille über 100 m in der U20-Altersklasse und belegte in 23,93 s den vierten Platz über 200 m. Zudem schied sie mit 56,40 s in der Vorrunde im 400-Meter-Lauf aus und in beiden Staffelbewerben gewann sie die Silbermedaille. Im Herbst begann sie ein Studium an der University of Houston und bei den IAAF World Relays 2017 in Nassau belegte sie in 44,01 s den sechsten Platz in der 4-mal-100-Meter-Staffel und im Juli klassierte sie sich bei den U20-Panamerikameisterschaften in Trujillo mit 12,08 s auf dem achten Platz über 100 m und schied im 200-Meter-Lauf in der ersten Runde aus.
2019 nahm sie an den Panamerikanischen Spielen in Lima teil und kam dort mit 11,76 s nicht über den Vorlauf über 100 m hinaus und konnte ihr Rennen mit der 4-mal-100-Meter-Staffel nicht beenden. 2021 nahm sie mit der bahamaischen 4-mal-400-Meter-Staffel an den Olympischen Sommerspielen in Tokio teil und gelangte dort im Vorlauf nicht ins Ziel.

## Persönliche Bestzeiten
- 100 Meter: 11,27 s (+1,3 m/s), 29. Mai 2021 in College Station
  - 60 Meter (Halle): 7,30 s, 23. Februar 2019 in Birmingham
- 200 Meter: 22,54 s (+2,0 m/s), 16. Mai 2021 in Tampa
  - 200 Meter (Halle): 23,12 s, 23. Februar 2019 in Birmingham
- 400 Meter: 51,77 s, 16. Mai 2021 in Tampa
  - 400 Meter (Halle): 54,29 s, 16. Februar 2019 in College Station